# Partícula X17
La partícula X17 és una hipotètica partícula subatòmica proposada per Attila Krasznahorkay i els seus col·legues per explicar certs resultats de mesura anòmals. La partícula s'ha proposat per explicar els grans angles observats en les trajectòries de les partícules produïdes durant una transició nuclear d'àtoms de beril·li-8 i en àtoms d'heli estables.  La partícula X17 podria ser la portadora de la força per a una cinquena força postulada, possiblement connectada amb la matèria fosca, i s'ha descrit com un bosó vectorial protofòbic (és a dir, ignorant els protons) amb una massa propera a 17 MeV.
L'experiment NA64 al CERN busca la partícula X17 proposada colpejant els feixos d'electrons del sincrotró de superprotons en nuclis objectiu fix.
El 2015, Krasznahorkay i els seus col·legues d'ATOMKI, l'Institut Hongarès d'Investigació Nuclear, van plantejar l'existència d'un nou bosó lleuger amb una massa d'uns 17 MeV (és a dir, 34 vegades més pesat que l'electró). En un esforç per trobar un fotó fosc, l'equip va disparar protons a objectius prims de liti-7, que van crear nuclis inestables de beril·li-8 que després es van desintegrar i van produir parells d'electrons i positrons. Es van observar desintegracions en excés a un angle d'obertura de 140 ° entre el e + (positró) i e − (electró) partícules i una energia combinada d'aproximadament 17 MeV. Això va indicar que una petita fracció de beril·li-8 podria eliminar el seu excés d'energia en forma d'una nova partícula. El resultat va ser repetit amb èxit per l'equip. 
Feng et al. (2016) va proposar que un X bosó "protofòbic", amb una massa de 16,7 MeV, acoblaments suprimits a protons en relació amb neutrons i electrons a l'interval del femtòmetre, podrien explicar les dades. La força pot explicar l'anomalia g − de 2 muons i proporcionen un candidat a matèria fosca. A 2019, s'estan duent a terme diversos experiments de recerca per intentar validar o refutar aquests resultats.